# 宣化古城
40°36′45″N 115°03′22″E / 40.61250°N 115.05611°E
宣化古城是可追溯至唐天宝年间，明洪武展扩至如今规模的城池，多次作为州、府、县治所在地，为明代九边之一，清代康熙年间改置宣化府后，因是北京城西第一座府城，故被称为“京西第一府”。宣化古城现位于中华人民共和国河北省张家口市宣化区。宣化古城现存有拱极楼（昌平门）、清远楼、镇朔楼、部分城墙遗址，其中清远楼于1988年列入第三批全国重点文物保护单位，镇朔楼于1996年列为第四批全国重点文物保护单位合并项目，归入清远楼。宣化城墙于2006年列为第六批全国重点文物保护单位合并项目，与清远楼、镇朔楼合并为宣化古城。

## 建城历史

### 建城初期
宣化建城可追溯至唐天宝年间（742年—756年）。当时，安禄山害怕河东兵袭击自己的大本营，于是在飞狐塞修建雄武城。雄武城便是宣化城之前身，也是之后辽归化州、金末宣德州等多个州、府、郡、县的治所。不过早期的旧城仅是座矮小的土城，雄武城时不过是1200米（南北）×1500米（东西）的方形城堡。到金末，因蒙古军队长期袭扰金地，金兵屯于此。因城小，金兵不得不在城外扎营，所以仓促扩建过该城。

### 修建扩建
明洪武二十七年（1394年），随着时局稳定，驻军、随军家眷、商人、商贩等都汇聚于此，旧城条件难以满足。于是谷王朱橞以城狭隘，无法满足屯兵的需要为由，开始扩建土城，此次展扩基本奠定了如今宣化古城的规模。扩建后的城墙周长超过二十四里，通7处城门，其中南门为昌平、宣德、永安三门，北门为广灵、高远二门，东门为安定，西门为泰新。然而，建文元年（1399年）开始的靖难之役，朱橞遭削藩。因朱橞王府在城内，城降为一般城镇，宣德、永安、高远三门也遭废除，城仅剩四门。
宣化城建成后，在明代和清代，至少经历过14次有记载的修筑工程。其中主要包括明永乐二十年（1422年）大饬边防，永宁伯谭广对宣化城的修建，此次修建了4座城楼，4座角楼，超过170间铺房。明正统五年（1440年），都御史罗亨信出使塞北，发现宣化城为土城，城墙并不坚固，遇到下雨立刻会出现倾、坠的情况，人们疲于修筑，遇到紧急情况也不利于防守。于是第二年开始修城墙。此次新筑翁城、月城、壕沟，并且将夯土城墙外加砌了灰砖。到清代乾隆二十二年（1757年），又花费近十二万两白银，新修垛口、海墁、炮台等设施。

### 近代保护
中华人民共和国成立后，清远楼、镇朔楼于1956年被列为河北省文物保护单位。1982年，宣化城（含拱极楼）被列为河北省文物保护单位。1988年，清远楼被列为第三批全国重点文物保护单位。1996年，中华人民共和国国务院公布第四批全国重点文物保护单位，镇朔楼作为合并项目，归入清远楼。2006年，在第六批全国重点文物保护单位公布时，宣化城墙合并入清远楼，并命名为宣化古城。2015年开始，宣化古城墙与南京城墙、西安城墙等共14处中国明清城墙联合向联合国教科文组织世界遗产委员会申请加入世界遗产。
河北省人民政府于1954年对拱极楼修缮。此后河北省政府、宣化当地政府又修整过拱极楼、清远楼、镇朔楼的墩台、台墙、台面排水等。清远楼和镇朔楼分别于1984年到1985年、1986年到1987年进行大修。21世纪后，与宣化古城成为全国重点文物保护单位的同一年，张家口市宣化区开启了为期超过10年，主题为“爱我宣化、修我古城”的古城修复工程。此次修复不仅修缮宣化古城长约7700米的西城墙、东城墙、北城墙。又重建、修缮大新门、高远门、角楼、马道等建筑和设施。不过在修复期间，宣化古城城墙曾遭受着包括墙体开口、取土、凿洞、堆放垃圾等人为破坏，甚至修好的城墙依然会被破坏。

## 形制及遗存

### 规模形制
鼎盛时期，宣化城周长12.3千米，为明代九边中规模较大，驻军最多的城镇。清乾隆时期，城墙平均厚四丈五尺（约15.6米），通高三丈五尺（约12.1米）。墙体以素土夯筑而成，夯层厚度约0.22米，内侧城墙加筑宽1米的三合土表层，外侧墙体底部为高1米左右的三层基石，其上包砌有厚1到1.5米的灰砖。城墙顶有三合土夯层，其上铺设一层或两层的灰砖，内侧有护墙，外侧有垛口。各城门、角楼内侧设有登城马道，马道长50米，宽6米，一边为城墙，另一边有与城墙等高的护墙。城角内侧筑有长、宽各18米的角台。城墙外侧每隔80到100米设有敌台，敌台长12米，宽8米。城墙内侧每隔150米有长15米，宽8米的建筑遗迹，为守城官兵的哨所。宣化城原有七门，后改四门。四门之外有瓮城，南、北翁城开东门，东、西瓮城开南门。瓮城外筑呈弧形的月城，月城两端与城墙相连，其外环绕有护城河。此外，宣化城外也有与之构成完整军事防御体系的建筑设施，包括南城门外有周长2公里的关城；四城角外筑的上有悬楼高台；城四周筑的22座护城台。
现存的宣化古城城垣轮廓基本完整，城内除清远楼、镇朔楼、南门拱极楼等古建筑保存较为完好，城墙长度超过12000米，老城内也有时恩寺等古建筑。

### 清远楼
清远楼为宣化城钟楼，位于宣化城内偏东。该楼始建于明成化十八年（1482年），都察院都御史泰宏主持修建，于成化二十二年（1486年）建成。清远楼为高台楼阁式建筑，其台基26米（南北）×28米（东西），高约8米。台基底部由条石包砌而成，其上的台身由青砖包砌。清远楼开十字门洞，四门洞上有石匾，南“昌平”，北“广灵”，东“安定”，西“大新”，与所对城门同名，即四门通衢。门洞路面铺砌有石板，石板路存有因通过的大车不断碾压留下的深、宽均约20厘米的车辙印。
台基上楼阁面阔三间，进深六椽，周围为回廊，前后面各有一间抱廈，均通顶层。建筑外显三层檐，其中一、二层檐为布瓦顶，三层檐为琉璃瓦十字脊歇山顶。一、二层檐为三踩单翘斗拱，三层檐为九踩斗拱。三层檐下的每一面有匾额，南“清远楼”，北“声通天籁”，东“耸峙岩疆”，西“震靖边氛”，其中“清远楼”由都督李公手书，其余均为乾隆年间朝议大夫吴炜所书。建筑内显二层，有四根通天柱，柁梁悬挂有明嘉靖十八年（1539年）都御史郭登庸铸造的“宣府镇城钟”，铜钟口径1.7米，高约2.5米，重超万斤。一层存两通石碑，西侧为明都察院都御史杨谧撰《宣府钟楼记》，东侧为吴炜撰《重修清远楼记》。清远楼有“第二黄鹤楼”之称。

### 镇朔楼
镇朔楼为宣化鼓楼，与清远楼同处南、北轴线上。该楼始建于明正统五年（1440年）。镇朔楼为高台楼阁建筑，通高25米，占地超过1050平方米。其砖砌墩台为28米（南北）×34米（东西），高8米，存在不足一米的女儿墙。下有南北向拱形门洞，北侧与清远楼相对，南侧与拱极楼相望。
台基上楼阁面阔五间，进深三间，二层楼体，重檐布瓦绿琉璃瓦剪边歇山顶，上层为七踩斗拱，下层为三踩斗拱。楼阁底层有回廊，二层设有平坐，四面为格扇装修。上层檐下原有两块匾额：南“镇朔”，北“丽谯”，为镇静高华之意。乾隆六年（1741年）修缮后，南匾额换为“镇朔楼”，北匾额换为“筹边览胜”。乾隆十年（1745年），北匾额又换为清高宗乾隆帝题写的“神京屏翰”，有保卫京师之意。镇朔楼内有高2.2米，直径1.5米的打鼓。镇朔楼内原有明、清时代一直沿用的漏刻、鼓角，现已不复存在。镇朔楼内存有四通石碑，其一为明正统十一年（1446年）都察院都御史罗亨信撰《宣府新城记》；其二为清乾隆六年（1741年）拣选知县胡作舟撰《重修镇朔楼记》；其三为清乾隆二十二年（1757年），右都御史方观承撰《宣郡修城碑记》；其四为清同治四年（1865年），给事中李培祐撰《重修郡城镇朔楼碑记》。
不同时期镇朔楼改变过建筑结构或用途。经过明、清时期的修缮，镇朔楼的建筑结构与修建时有所改动。卢沟桥事变之前，曾作为图书馆存在。蒙疆联合自治政府时期，又为消防队所用。中华民国大陆时期，镇朔楼又改做碉堡。1957年，镇朔楼原匾额被拆毁。

### 拱极楼
拱极楼是宣化城南门昌平门上的城楼，是宣化古城仅存的原城门楼。拱极楼初建于明永乐二十年（1422年），成化年间名为著耕楼，后因雷火而毁。清雍正十二年（1734年）重建。光绪年间工部主事阎廷弼悬挂“拱极楼”，此楼更名为拱极楼。此匾额于文化大革命时期被毁。
拱极楼通高约22米，其台基19.7米（南北）×48.6米（东西），高约8.5米，下开有南北向拱形门洞。台基上楼阁面阔五间，进深一间，二层楼体，为重檐布瓦歇山顶，叠梁式结构，檐下没有斗拱。下层四周有回廊，明间前后设板门，其他则为墙体；上层四周为小廊，栏杆围绕，明间前后设隔扇。次间前后为榄窗。